# Três Corações
Três Corações (IPA: [ˈtɾe(j)s koɾaˈsõjs], jelentése: Három Szív) egy község (município) Brazíliában, Minas Gerais állam déli részén. 2021-ben népességét 80 561 főre becsülték. Pelé (1940–2022) szülőhelye.

## Történelme
A környék első leírása 1737-ből származik, amikor Cipriano José da Rocha köztisztviselő aranylelő helyről számolt be a Rio Verde folyó mentén. 1760 körül a portugál Tomé Martins da Costa a Rio Verde jobb partján farmot létesített, és egy Jézus, Mária és József Szentséges Szíveinek szentelt kápolnát alapított (Santíssimos Corações de Jesus, Maria e José). Az aranyban gazdag hely számos aranymosót vonzott, és 1764-ben már falu alakult ki a kápolna körül, melyet Três Corações do Rio Verde néven ismertek. 1790-ben egy új, nagyobb kápolna építését kezdték meg, amelyet 1801-ben szenteltek fel. 1832-ben megalapították a Três Sacratíssimos Corações egyházközséget, a helyet pedig Campanha kerületének nyilvánították. 1860-ban a települést kisvárosi rangra emelték, és felépítették plébániatemplomát. 1884-ben megnyitották a településen áthaladó Minas & Rio vasútvonalat, mely alkalomból II. Péter brazil császár is ellátogatott ide. Ugyanebben az évben Três Corações do Rio Verde önálló községgé alakult. 1923-ban átnevezték Três Corações-ra.

## Elhelyezkedése
Três Corações Carmo da Cachoeira, Varginha, São Thomé das Letras, São Bento Abade, Cambuquira, Monsenhor Paulo, Campanha, Conceição do Rio Verde és Luminárias községekkel határos.

### Távolsága más településektől
- Varginha: 30 km
- São Lourenço: 93 km
- Pouso Alegre: 112 km
- Juiz de Fora: 272 km
- Belo Horizonte: 287 km
- São Paulo: 295 km
- Rio de Janeiro: 360 km

## Demográfia

### Népességváltozás
A település népességének változása:
| Lakosok száma | 65 291 | 72 765 | 80 032 | 80 561 | 75 485 |
|               | 2000   | 2010   | 2020   | 2021   | 2022   |

## Híres szülöttei
- Carlos Luz (1894–1961) Brazília 19. elnöke[5]
- Pelé (1940–2022) háromszoros világbajnok labdarúgó[3]
- Alex Muralha (1989–) labdarúgó[6]

## Galéria

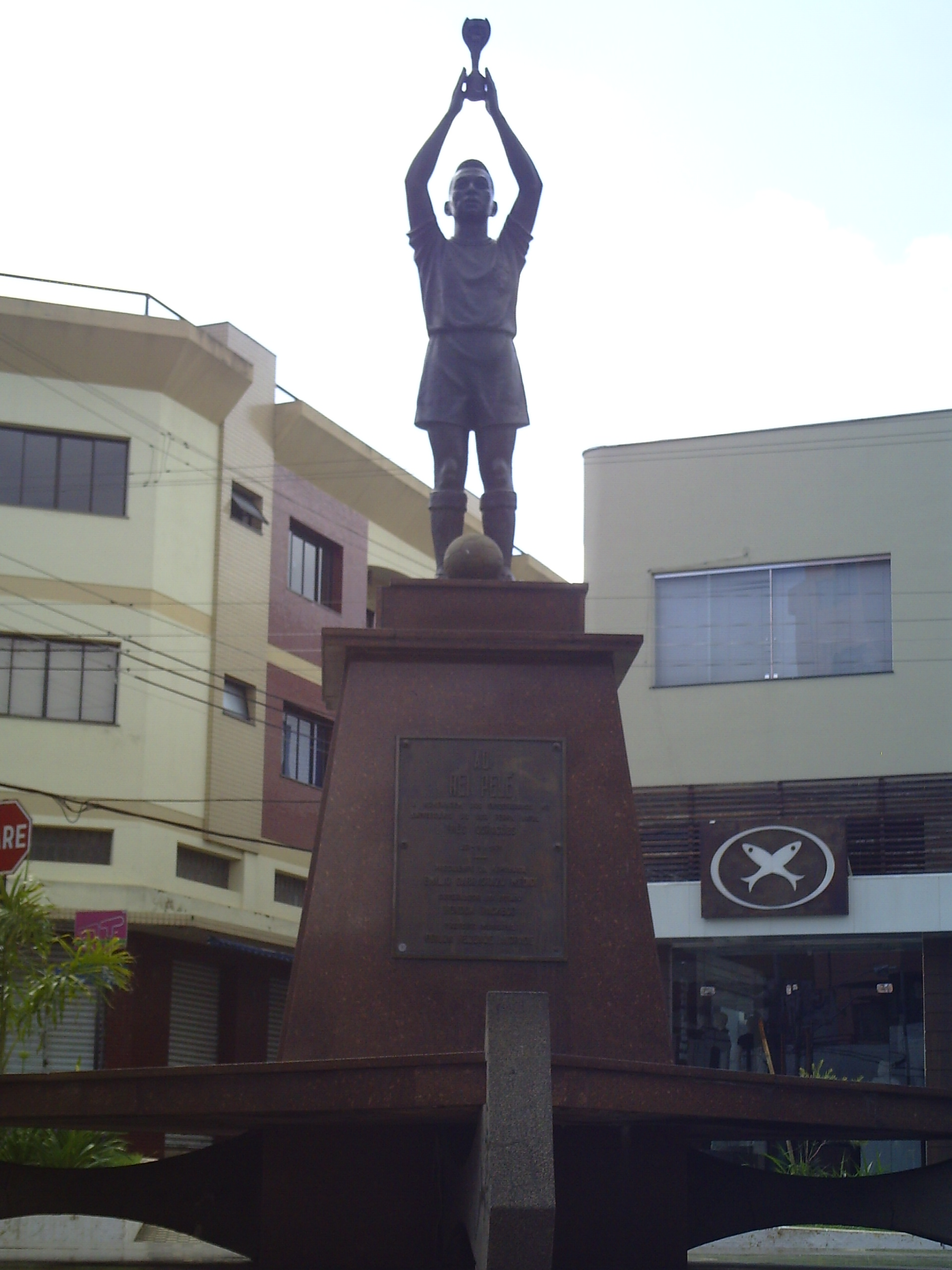
Pelé szobra a településen
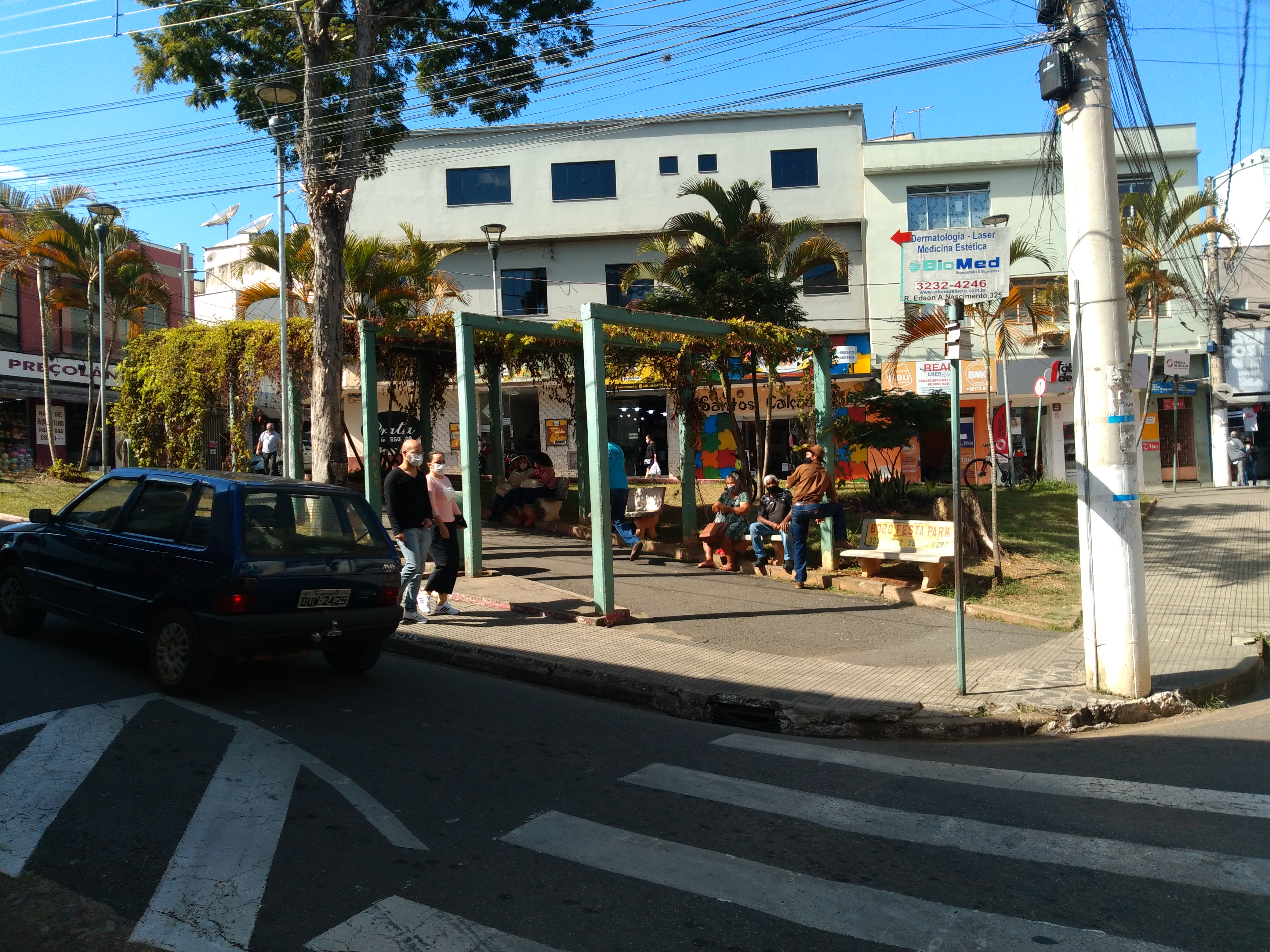
Utcakép
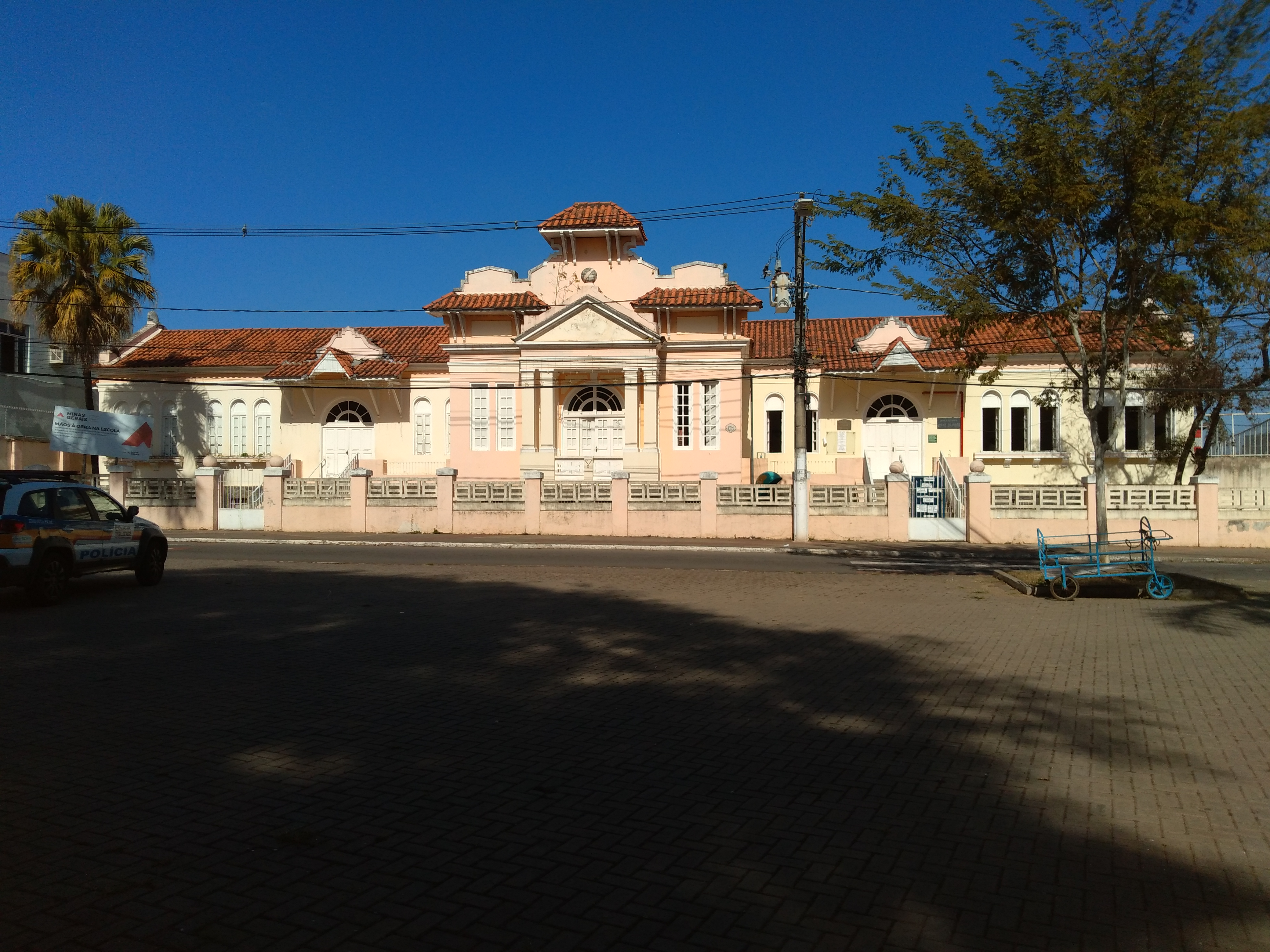
Bueno Brandão állami iskola